# Live TV Gayo 20
Live TV Gayo 20 (en hangul, 생방송 TV 가요 20), también conocido como Live TV Songs 20 o simplemente TV Gayo 20, fue un programa de música surcoreano perteneciente al canal SBS. Se emitió los domingos a las 17:00 h. (KST) desde el 24 de abril de 1994 hasta el 25 de enero de 1998, en reemplazo del programa de música SBS Popular Songs, luego conocido como Inkigayo, que luego fue restablecido tras el término de Live TV Gayo 20. El programa contaba con la participación en vivo de artistas musicales de la música surcoreana.

## Historia
El 15 de diciembre de 1991, el canal surcoreano SBS estrenó el programa musical SBS Popular Songs, luego conocido como Inkigayo, pero fue cancelado el 17 de octubre de 1993. Tras esto, el canal decidió lanzar un nuevo programa en su reemplazo llamado Star Seoul Star. Este programa solo duró 25 episodios, entre octubre de 1993 y abril de 1994, para dar paso finalmente a Live TV Gayo 20, grabado en el barrio de Deungchon-dong en Seúl, que al igual que sus antecesores, contaba con un sistema de clasificación, basado en encuestas telefónicas y votaciones de un jurado especialista, para elegir a un artista ganador en cada programa.
Durante la primera etapa del programa, desde su inicio hasta el 23 de octubre de 1994, se realizaban juegos con una computadora entre los invitados, definiendo así a los ganadores y se entregaban diversos premios. Este formato cambió luego por uno donde se enfocaban en las presentaciones musicales y el sistema de ranking, permaneciendo hasta el término del programa en enero de 1998.
Finalmente, y después de 180 episodios, el programa finalizó el 25 de enero de 1998, entre otras razones, debido a la Crisis financiera asiática, volviendo en su lugar el programa Inkigayo, con un sistema de chart basado en ventas, votaciones y difusión musical. Una de las críticas que recibió el programa fue el uso excesivo de lip sync.

## Sistema de calificación
| Período                                        | Sistema de chart |
| ---------------------------------------------- | --- |
| 24 de abril de 1994 – 21 de abril de 1996      | - La suma de todas las votaciones por edad a través de encuestas. - El 1.er lugar se decide por votos de la audiencia. - El resultado final se revela a través de la placa de visualización electrónica. |
| 28 de abril de 1996 – 27 de octubre de 1996    | - La suma de todas las votaciones por edad a través de encuestas. - El 1.er lugar se decide según votación en vivo a través de PC Unitel. - El resultado final se revela a través de la placa de visualización electrónica. |
| 3 de noviembre de 1996 – 19 de octubre de 1997 | - La suma de todas las votaciones por edad a través de encuestas. - El 1.er lugar se decide según votación telefónica en vivo. - Cuando una canción clasifica como número uno durante 5 semanas seguidas, se le otorga el término King of Kings y se excluye del ranking. - El resultado final se da a conocer tan pronto se cierra la votación telefónica. |
| 2 de noviembre de 1997 – 25 de enero de 1998   | - Prerecuento y prevotación del jurado por edad. - Conteo de votación por Dacom y recuento de votación por ARS para determinar el 1.er lugar. - El reconocimiento King of Kings se redujo a cuatro semanas. |

## Temporadas
| Temporada       | Temporada       | Episodios          | Emisión original        | Emisión original        |
| Temporada       | Temporada       | Episodios          | Primera emisión         | Última emisión          |
| Star Seoul Star | Star Seoul Star | Star Seoul Star    | Star Seoul Star         | Star Seoul Star         |
| --------------- | --------------- | ------------------ | ----------------------- | ----------------------- |
|                 | 1993            | 9                  | 24 de octubre de 1993   | 29 de diciembre de 1993 |
| 1994            | 16              | 2 de enero de 1994 | 17 de abril de 1994     |                         |
| Live TV Gayo 20 |                 |                    |                         |                         |
|                 | 1994            | 34                 | 24 de abril de 1994     | 25 de diciembre de 1994 |
| 1995            | 48              | 8 de enero de 1995 | 31 de diciembre de 1995 |                         |
| 1996            | 45              | 7 de enero de 1996 | 22 de diciembre de 1996 |                         |
| 1997            | 49              | 5 de enero de 1997 | 21 de diciembre de 1997 |                         |
| 1998            | 4               | 4 de enero de 1998 | 25 de enero de 1998     |                         |

## Ganadores

### 1993
| — | No hubo programa o ganador |

| Episodio | Fecha           | Artista      | Canción               |
| -------- | --------------- | ------------ | --------------------- |
| 1        | 24 de octubre   | Kim Soo-hee  | «Love»                |
| 2        | 31 de octubre   | Kim Min-jong | «Under the Sky»       |
| 3        | 7 de noviembre  | Kim Soo-hee  | «Love»                |
| —        | 14 de noviembre | —            | —                     |
| 4        | 21 de noviembre | Kim Jong-seo | «Winter Rain»         |
| 5        | 28 de noviembre | Kim Jong-seo | «Winter Rain»         |
| 6        | 5 de diciembre  | Kim Jong-seo | «Winter Rain»         |
| 7        | 15 de diciembre | 015B         | «New Humanity's Love» |
| 8        | 22 de diciembre | 015B         | «New Humanity's Love» |
| 9        | 29 de diciembre | 015B         | «New Humanity's Love» |

### 1994
| — | No hubo programa o ganador |

| Episodio | Fecha         | Artista                   | Canción                   |
| -------- | ------------- | ------------------------- | ------------------------- |
| 10       | 2 de enero    | Especial de Año Nuevo.    | Especial de Año Nuevo.    |
| 11       | 9 de enero    | 015B                      | «New Humanity's Love»     |
| 12       | 16 de enero   | Kim Won-jun               | «Always»                  |
| 13       | 23 de enero   | 015B                      | «New Humanity's Love»     |
| 14       | 30 de enero   | Kim Won-jun               | «Always»                  |
| 15       | 6 de febrero  | Mr. 2                     | «White Winter»            |
| 16       | 13 de febrero | Kim Gun-mo                | «Excuses»                 |
| 17       | 20 de febrero | Kim Gun-mo                | «Excuses»                 |
| 18       | 27 de febrero | Kim Gun-mo                | «Excuses»                 |
| 19       | 6 de marzo    | Kim Gun-mo                | «Excuses»                 |
| 20       | 13 de marzo   | Kim Gun-mo                | «Excuses»                 |
| 21       | 20 de marzo   | Kim Gun-mo                | «Excuses»                 |
| 22       | 27 de marzo   | Kim Gun-mo                | «Excuses»                 |
| 23       | 3 de abril    | Kim Gun-mo                | «Excuses»                 |
| 24       | 10 de abril   | Kim Gun-mo                | «Excuses»                 |
| 25       | 17 de abril   | Especial último programa. | Especial último programa. |

| — | No hubo programa |

| Episodio | Fecha            | Artista                                       | Canción                                       |
| -------- | ---------------- | --------------------------------------------- | --------------------------------------------- |
| 1        | 24 de abril      | Kim Gun-mo                                    | «Excuses»                                     |
| 2        | 1 de mayo        | Mr. 2                                         | «I'm Just Me»                                 |
| 3        | 8 de mayo        | Mr. 2                                         | «I'm Just Me»                                 |
| 4        | 15 de mayo       | Mr. 2                                         | «I'm Just Me»                                 |
| 5        | 22 de mayo       | Deux                                          | «We Are»                                      |
| 6        | 29 de mayo       | Deux                                          | «We Are»                                      |
| 7        | 5 de junio       | Lee Sang-woo                                  | «Bi-chang»                                    |
| 8        | 12 de junio      | Lee Sang-woo                                  | «Bi-chang»                                    |
| 9        | 19 de junio      | Son Ji-chang                                  | «That I Love You»                             |
| 10       | 26 de junio      | —                                             | —                                             |
| 11       | 3 de julio       | Son Ji-chang                                  | «That I Love You»                             |
| 12       | 10 de julio      | Lim Jong-hwan                                 | «I Just Walked»                               |
| 13       | 17 de julio      | Two Two                                       | «One And a Half»                              |
| 14       | 24 de julio      | Two Two                                       | «One And a Half»                              |
| 15       | 31 de julio      | Boohwal                                       | «The More I Love»                             |
| 16       | 7 de agosto      | Two Two                                       | «One And a Half»                              |
| 17       | 14 de agosto     | Two Two                                       | «One And a Half»                              |
| 18       | 21 de agosto     | Two Two                                       | «One And a Half»                              |
| 19       | 28 de agosto     | Roo'ra                                        | «The 100th Day»                               |
| 20       | 4 de septiembre  | Roo'ra                                        | «The 100th Day»                               |
| 21       | 11 de septiembre | Kim Won-jun                                   | «While You Are Not Here»                      |
| 22       | 18 de septiembre | Kim Won-jun                                   | «While You Are Not Here»                      |
| 23       | 25 de septiembre | Kim Won-jun                                   | «While You Are Not Here»                      |
| 24       | 2 de octubre     | Kim Won-jun                                   | «While You Are Not Here»                      |
| 25       | 9 de octubre     | Kim Won-jun                                   | «While You Are Not Here»                      |
| —        | 16 de octubre    | Ceremonia de cierre Juegos Asiáticos de 1994. | Ceremonia de cierre Juegos Asiáticos de 1994. |
| 26       | 23 de octubre    | Shin Sung-woo                                 | «Seoshi»                                      |
| 27       | 30 de octubre    | Gu Bon-seung                                  | «Only For You»                                |
| 28       | 6 de noviembre   | Gu Bon-seung                                  | «Only For You»                                |
| 29       | 13 de noviembre  | Gu Bon-seung                                  | «Only For You»                                |
| 30       | 20 de noviembre  | Shin Sung-woo                                 | «Seoshi»                                      |
| 31       | 27 de noviembre  | Shin Seung-hun                                | «After a Long Time»                           |
| —        | 4 de diciembre   | Especial Seoul Music Awards.                  | Especial Seoul Music Awards.                  |
| 32       | 11 de diciembre  | Shin Seung-hun                                | «After a Long Time»                           |
| 33       | 18 de diciembre  | Shin Seung-hun                                | «After a Long Time»                           |
| 34       | 25 de diciembre  | Shin Seung-hun                                | «After a Long Time»                           |

### 1995
| — | No hubo programa |

| Episodio | Fecha            | Artista                            | Canción                            |
| -------- | ---------------- | ---------------------------------- | ---------------------------------- |
| —        | 1 de enero       | —                                  | —                                  |
| 35       | 8 de enero       | Roo'ra                             | «There's No Secret»                |
| 36       | 15 de enero      | Roo'ra                             | «There's No Secret»                |
| 37       | 22 de enero      | DJ DOC                             | «Sorrow of Superman»               |
| 38       | 29 de enero      | DJ DOC                             | «Sorrow of Superman»               |
| 39       | 5 de febrero     | Park Mi-kyung                      | «Unreasonable Reason»              |
| 40       | 12 de febrero    | Park Mi-kyung                      | «Unreasonable Reason»              |
| 41       | 19 de febrero    | J.Y. Park                          | «Don't Leave Me»                   |
| 42       | 26 de febrero    | J.Y. Park                          | «Don't Leave Me»                   |
| 43       | 5 de marzo       | J.Y. Park                          | «Don't Leave Me»                   |
| 44       | 12 de marzo      | J.Y. Park                          | «Don't Leave Me»                   |
| 45       | 19 de marzo      | Kim Gun-mo                         | «Wrongful Meeting»                 |
| 46       | 26 de marzo      | Kim Gun-mo                         | «Wrongful Meeting»                 |
| 47       | 2 de abril       | Kim Gun-mo                         | «Wrongful Meeting»                 |
| 48       | 9 de abril       | Kim Gun-mo                         | «Wrongful Meeting»                 |
| 49       | 16 de abril      | Kim Gun-mo                         | «Wrongful Meeting»                 |
| 50       | 23 de abril      | Kim Gun-mo                         | «Wrongful Meeting»                 |
| 51       | 30 de abril      | Kim Won-jun                        | «The World is To Me»               |
| 52       | 7 de mayo        | Kim Hyun-chul                      | «Is This the End»                  |
| —        | 14 de mayo       | —                                  | —                                  |
| 53       | 21 de mayo       | Roo'ra                             | «Angel Without Wings»              |
| 54       | 28 de mayo       | Roo'ra                             | «Angel Without Wings»              |
| 55       | 4 de junio       | Roo'ra                             | «Angel Without Wings»              |
| 56       | 11 de junio      | Deux                               | «Break Off the Yoke»               |
| 57       | 18 de junio      | Deux                               | «Break Off the Yoke»               |
| 58       | 25 de junio      | Deux                               | «Break Off the Yoke»               |
| —        | 2 de julio       | —                                  | —                                  |
| 59       | 9 de julio       | Green Area                         | «I Will Love»                      |
| 60       | 16 de julio      | Deux                               | «Break Off the Yoke»               |
| 61       | 23 de julio      | Noise                              | «You In My Imagination»            |
| 62       | 30 de julio      | Noise                              | «You In My Imagination»            |
| 63       | 6 de agosto      | Noise                              | «You In My Imagination»            |
| 64       | 13 de agosto     | R.ef                               | «Silent Scream»                    |
| 65       | 20 de agosto     | R.ef                               | «Silent Scream»                    |
| 65       | 20 de agosto     | Solid                              | «Holding the End of the Night»     |
| 66       | 27 de agosto     | Solid                              | «Holding the End of the Night»     |
| —        | 3 de septiembre  | 22º Korean Broadcasting Awards.    | 22º Korean Broadcasting Awards.    |
| 67       | 10 de septiembre | DJ DOC                             | «Murphy's Law»                     |
| 68       | 17 de septiembre | Park Mi-kyung                      | «Warning of the Eve»               |
| 69       | 24 de septiembre | Park Mi-kyung                      | «Warning of the Eve»               |
| 70       | 1 de octubre     | Park Mi-kyung                      | «Warning of the Eve»               |
| 71       | 8 de octubre     | The Blue                           | «For Friend»                       |
| 72       | 15 de octubre    | R.ef                               | «Heartbreak»                       |
| 73       | 22 de octubre    | R.ef                               | «Heartbreak»                       |
| 74       | 29 de octubre    | J.Y. Park                          | «Proposal Song»                    |
| 75       | 5 de noviembre   | Seo Taiji and Boys                 | «Come Back Home»                   |
| —        | 12 de noviembre  | Juego de baseball Corea vs. Japón. | Juego de baseball Corea vs. Japón. |
| 76       | 19 de noviembre  | Seo Taiji and Boys                 | «Come Back Home»                   |
| 77       | 26 de noviembre  | Yukgaksu                           | «HeungBo»                          |
| 78       | 3 de diciembre   | Turbo                              | «My Childhood Dream»               |
| 79       | 10 de diciembre  | Yukgaksu                           | «HeungBo»                          |
| 80       | 17 de diciembre  | Lee So-ra                          | «I'm Happy»                        |
| 81       | 24 de diciembre  | Lee So-ra                          | «I'm Happy»                        |
| 82       | 31 de diciembre  | Especial de fin de año.            | Especial de fin de año.            |

### 1996
| — | No hubo programa |

| Episodio | Fecha            | Artista                                 | Canción                                 |
| -------- | ---------------- | --------------------------------------- | --------------------------------------- |
| 83       | 7 de enero       | Kim Jung-min                            | «Sad Promise Ceremony»                  |
| 84       | 14 de enero      | Kim Jung-min                            | «Sad Promise Ceremony»                  |
| 85       | 21 de enero      | Turbo                                   | «Black Cat Nero»                        |
| 86       | 28 de enero      | Turbo                                   | «Black Cat Nero»                        |
| 87       | 4 de febrero     | Turbo                                   | «Black Cat Nero»                        |
| 88       | 11 de febrero    | Kim Won-jun                             | «You're Mine»                           |
| 89       | 18 de febrero    | Green Area                              | «Farewell Without Preparation»          |
| 90       | 25 de febrero    | DJ DOC                                  | «Winter Story»                          |
| 91       | 3 de marzo       | DJ DOC                                  | «Winter Story»                          |
| 92       | 10 de marzo      | Green Area                              | «Farewell Without Preparation»          |
| 93       | 17 de marzo      | Kim Jung-min                            | «Last Promise»                          |
| 94       | 24 de marzo      | Kim Jung-min                            | «Last Promise»                          |
| 95       | 31 de marzo      | Girl                                    | «Aspirin»                               |
| 96       | 7 de abril       | Panic                                   | «Snail»                                 |
| 97       | 14 de abril      | Panic                                   | «Snail»                                 |
| 98       | 21 de abril      | Girl                                    | «Aspirin»                               |
| 99       | 28 de abril      | Panic                                   | «Snail»                                 |
| 100      | 5 de mayo        | Panic                                   | «Snail»                                 |
| 101      | 12 de mayo       | Panic                                   | «Snail»                                 |
| 102      | 19 de mayo       | Idol                                    | «Bow Bow»                               |
| 103      | 26 de mayo       | R.ef                                    | «Brilliant Love»                        |
| 104      | 2 de junio       | R.ef                                    | «Brilliant Love»                        |
| 105      | 9 de junio       | Shin Seung-hun                          | «You're Just at a Higher Place Than Me» |
| —        | 16 de junio      | Episodio especial Dream Concert 1996.   | Episodio especial Dream Concert 1996.   |
| 106      | 23 de junio      | Kim Gun-mo                              | «Speed»                                 |
| 107      | 30 de junio      | Episodio especial Top 10 Artist Awards. | Episodio especial Top 10 Artist Awards. |
| 108      | 7 de julio       | Kim Gun-mo                              | «Speed»                                 |
| 109      | 14 de julio      | Clon                                    | «Kung Ddari Sha Bah Rah»                |
| 110      | 21 de julio      | Clon                                    | «Kung Ddari Sha Bah Rah»                |
| 111      | 28 de julio      | Clon                                    | «Kung Ddari Sha Bah Rah»                |
| —        | 4 de agosto      | Big Star Summer Concert.                | Big Star Summer Concert.                |
| 112      | 11 de agosto     | Clon                                    | «Kung Ddari Sha Bah Rah»                |
| 113      | 18 de agosto     | Roo'ra                                  | «3! 4!»                                 |
| 114      | 25 de agosto     | Roo'ra                                  | «3! 4!»                                 |
| —        | 1 de septiembre  | Roo'ra                                  | «3! 4!»                                 |
| 115      | 8 de septiembre  | Turbo                                   | «Twist King»                            |
| 116      | 15 de septiembre | Turbo                                   | «Twist King»                            |
| —        | 22 de septiembre | World Peace Day: Special Love Concert.  | World Peace Day: Special Love Concert.  |
| 117      | 29 de septiembre | Turbo                                   | «Twist King»                            |
| 118      | 6 de octubre     | Kim Min-jong                            | «The Sad Path Of Return To Heaven»      |
| 119      | 13 de octubre    | Kim Won-jun                             | «Show»                                  |
| —        | 20 de octubre    | Green Vision Concert.                   | Green Vision Concert.                   |
| —        | 27 de octubre    | Seoul Citizens Day.                     | Seoul Citizens Day.                     |
| 120      | 3 de noviembre   | Young Turks Club                        | «Affection»                             |
| 121      | 10 de noviembre  | Young Turks Club                        | «Affection»                             |
| 122      | 17 de noviembre  | Turbo                                   | «Love Is... (3+3=0)»                    |
| 123      | 24 de noviembre  | Kim Jung-min                            | «Lover»                                 |
| 124      | 1 de diciembre   | Kim Jung-min                            | «Lover»                                 |
| 125      | 8 de diciembre   | Young Turks Club                        | «Affection»                             |
| 126      | 15 de diciembre  | H.O.T.                                  | «Candy»                                 |
| 127      | 22 de diciembre  | H.O.T.                                  | «Candy»                                 |
| —        | 29 de diciembre  | SBS Gayo Daejeon 1996.                  | SBS Gayo Daejeon 1996.                  |

### 1997
| — | No hubo programa |

| Episodio | Fecha            | Artista                               | Canción                               |
| -------- | ---------------- | ------------------------------------- | ------------------------------------- |
| 128      | 5 de enero       | H.O.T.                                | «Candy»                               |
| 129      | 12 de enero      | H.O.T.                                | «Candy»                               |
| 130      | 19 de enero      | H.O.T.                                | «Candy»                               |
| 131      | 26 de enero      | Cool                                  | «Destiny»                             |
| 132      | 2 de febrero     | Cool                                  | «Destiny»                             |
| 133      | 9 de febrero     | Cool                                  | «Destiny»                             |
| 134      | 16 de febrero    | Cool                                  | «Destiny»                             |
| 135      | 23 de febrero    | Cool                                  | «Destiny»                             |
| 136      | 2 de marzo       | Lee Ji-hoon                           | «Why the Heaven»                      |
| 137      | 9 de marzo       | Roo'ra                                | «Lover»                               |
| 138      | 16 de marzo      | Roo'ra                                | «Lover»                               |
| 139      | 23 de marzo      | Yangpa                                | «애송이의 사랑» (Young Love)          |
| 140      | 30 de marzo      | Yangpa                                | «애송이의 사랑» (Young Love)          |
| 141      | 6 de abril       | Yangpa                                | «애송이의 사랑» (Young Love)          |
| 142      | 13 de abril      | Yangpa                                | «애송이의 사랑» (Young Love)          |
| 143      | 20 de abril      | Untitle                               | «Wings»                               |
| 144      | 27 de abril      | Untitle                               | «Wings»                               |
| 145      | 4 de mayo        | Untitle                               | «Wings»                               |
| 146      | 11 de mayo       | Untitle                               | «Wings»                               |
| —        | 18 de mayo       | Episodio especial Dream Concert 1997. | Episodio especial Dream Concert 1997. |
| 147      | 25 de mayo       | Untitle                               | «Wings»                               |
| 148      | 1 de junio       | Uhm Jung-hwa                          | «Rose of Betrayal»                    |
| 149      | 8 de junio       | UP                                    | «Ppuyo Ppuyo»                         |
| 150      | 15 de junio      | UP                                    | «Ppuyo Ppuyo»                         |
| 151      | 22 de junio      | UP                                    | «Ppuyo Ppuyo»                         |
| 152      | 29 de junio      | UP                                    | «Ppuyo Ppuyo»                         |
| 153      | 6 de julio       | Young Turks Club                      | «Jealousy»                            |
| 154      | 13 de julio      | UP                                    | «Ppuyo Ppuyo»                         |
| 155      | 20 de julio      | Im Chang-jung                         | «Then Again»                          |
| 156      | 27 de julio      | Im Chang-jung                         | «Then Again»                          |
| 157      | 3 de agosto      | Im Chang-jung                         | «Then Again»                          |
| 158      | 10 de agosto     | Im Chang-jung                         | «Then Again»                          |
| 159      | 17 de agosto     | Im Chang-jung                         | «Then Again»                          |
| 160      | 24 de agosto     | Yoo Seung-jun                         | «Gawi»                                |
| 161      | 31 de agosto     | H.O.T.                                | «Happiness»                           |
| 162      | 7 de septiembre  | H.O.T.                                | «Happiness»                           |
| 163      | 14 de septiembre | H.O.T.                                | «Happiness»                           |
| 164      | 21 de septiembre | H.O.T.                                | «Happiness»                           |
| 165      | 28 de septiembre | H.O.T.                                | «Happiness»                           |
| 166      | 5 de octubre     | DJ DOC                                | «Dance With DOC»                      |
| 167      | 12 de octubre    | DJ DOC                                | «Dance With DOC»                      |
| 168      | 19 de octubre    | Jinusean                              | «Tell Me»                             |
| —        | 26 de octubre    | Green Concert 1997.                   | Green Concert 1997.                   |
| 169      | 2 de noviembre   | Jinusean                              | «Tell Me»                             |
| 170      | 9 de noviembre   | H.O.T.                                | «We Are the Future»                   |
| 171      | 16 de noviembre  | H.O.T.                                | «We Are the Future»                   |
| 172      | 23 de noviembre  | H.O.T.                                | «We Are the Future»                   |
| 173      | 30 de noviembre  | H.O.T.                                | «We Are the Future»                   |
| 174      | 7 de diciembre   | Sechs Kies                            | «Chivalry»                            |
| 175      | 14 de diciembre  | Turbo                                 | «Goodbye Yesterday»                   |
| 176      | 21 de diciembre  | Sechs Kies                            | «Chivalry»                            |
| —        | 28 de diciembre  | SBS Gayo Daejeon 1997.                | SBS Gayo Daejeon 1997.                |

### 1998
| — | No hubo programa |

| Episodio | Fecha       | Artista      | Canción                  |
| -------- | ----------- | ------------ | ------------------------ |
| 177      | 4 de enero  | Sechs Kies   | «Chivalry»               |
| 178      | 11 de enero | Sechs Kies   | «Chivalry»               |
| 179      | 18 de enero | Lee Hyun-woo | «Day After the Break-up» |
| 180      | 25 de enero | Lee Hyun-woo | «Day After the Break-up» |

### Artistas con más primeros lugares
| Pos. | Artista        | Victorias | Actividad                |
| ---- | -------------- | --------- | ------------------------ |
| 1.º  | Kim Gun-mo     | 17        | 1992-presente            |
| 2.º  | H.O.T.         | 14        | 1996-2001; 2018-presente |
| 3.º  | Roo'ra         | 12        | 1994-2001                |
| 4.º  | Kim Won-jun    | 8         | 1992-presente            |
| 4.º  | Turbo          | 8         | 1995-2001; 2015-presente |
| 5.º  | DJ DOC         | 7         | 1994-presente            |
| 6.º  | Kim Jung-min   | 6         | 1989-presente            |
| 6.º  | Deux           | 6         | 1993-1995                |
| 6.º  | R.ef           | 6         | 1995-1999                |
| 7.º  | Two Two        | 5         | 1994-1996                |
| 7.º  | Cool           | 5         | 1994-presente            |
| 7.º  | Shin Seung-hun | 5         | 1990-presente            |
| 7.º  | Park Mi-kyung  | 5         | 1985-presente            |
| 7.º  | J.Y. Park      | 5         | 1992-presente            |
| 7.º  | Panic          | 5         | 1995-presente            |
| 7.º  | Im Chang-jung  | 5         | 1990-presente            |
| 7.º  | Untitle        | 5         | 1996-1999                |
| 7.º  | UP             | 5         | 1996-1999                |
| 7.º  | 015B           | 5         | 1990-presente            |

(*) Incluye ganadores de Star Seoul Star y Live TV Gayo 20.

## Presentadores

### Star Seoul Star (1993-1994)
| Período               | Período             | Presentador(es) |
| Inicio                | Final               | Presentador(es) |
| --------------------- | ------------------- | --------------- |
| 24 de octubre de 1993 | 2 de enero de 1994  | Im Baek-cheon   |
| 9 de enero de 1994    | 17 de abril de 1994 | Hong Hak Pyo    |

### Live TV Gayo 20 (1994–1998)
| Período                | Período               | Presentador(es)               |
| Inicio                 | Final                 | Presentador(es)               |
| ---------------------- | --------------------- | ----------------------------- |
| 24 de abril de 1994    | 9 de octubre de 1994  | Lee Hye-young, Yoon Hyun-Sook |
| 16 de octubre de 1994  | 23 de abril de 1995   | Kim Ho-jin, Yvonne            |
| 30 de abril de 1995    | 22 de octubre de 1995 | Lee Hoon, Jackie Rim          |
| 29 de octubre de 1995  | 27 de octubre de 1996 | Lee Hoon, Kim Ye-boon         |
| 3 de noviembre de 1996 | 9 de marzo de 1997    | Kim Won-jun, Kim Hee-sun      |
| 16 de marzo de 1997    | 25 de enero de 1998   | Ryu Si-won, Kim Hee-sun       |